# 天才之旅：偉大數學定理的創立
《天才之旅：偉大數學定理的創立》（中國大陸譯：天才引導的歷程──數學中的偉大定理，原文標題：Journey Through Genius：The Great Theorems of Mathematics）是美國數學家威廉·鄧納姆所寫的一本非小說類數學史書籍。

## 內容概述
本書以十個數學定理為主題，按照發現年代的來編排，書末則有後記。